# ウフストヘースト
ウフストヘースト （Oegstgeest、 オランダ語発音: [ˌuxstˈxeːst]）は、オランダ西部の南ホラント州にある基礎自治体（ヘメーンテ）。地元ではウフストヘイストという。人口22,576人（2008年）。

## 文化施設
- コルプス （人体博物館）